# Vila Františka Nušla
Vila Františka Nušla je rodinný dům, který stojí v Praze 5-Hlubočepích ve vilové čtvrti Barrandov v ulici Pod Habrovou. Je prvním domem postaveným na Barrandově.

## Historie
Vila pro manžele Nušlovy byla postavena jako první barrandovská vila. Nušlovi se tak stali prvními obyvateli vilové kolonie Barrandov a jejich dcera Eva se zde narodila jako první dítě.
František Nušl se narodil v Hradci Králové. Jeho otcem byl prof. František Nušl, zakladatel moderní české astronomie, a mladším bratrem sochař, restaurátor a šperkař Jan Nušl. Roku 1904 se s rodiči přestěhoval do Prahy, kde se v Junáku seznámil s Karlem a Augustinem Šulcovými a stejné přátelství jej pojilo také s bratry Havlovými. Po skončení 1. světové války začal studovat na ČVUT, ale studium na čas přerušil. Počátkem 20. let pracoval v radlickém závodě firmy Automontage Josef Janatka, Smíchov, která vyráběla v letech 1921-1929 motocykly Itar/mj. licenční Walter 706 cm³ jako Itar 710 a později vlastní Itar 750 cm³. Potom pracoval s bratry Šulcovými v jejich firmě na dovoz anglických motocyklů BSA (Birmingham Small Arms Company). Po dokončení studií od počátku 30. let 20. století přešel do A.S. Walter, továrna na automobily a letecké motory v Praze XVII Jinonicích. Od ledna 1934 zde vykonával funkci šéfinženýra. Pro firmu podnikal zahraniční cesty i po skončení 2. světové války. Po II. světové válce přešla továrna Walter do vlastnictví státu znárodněním. Od 19. července 1945 po výnosu ministerstva průmyslu vedla továrnu národní správa, jejímž členem byl i ing. František Nušl. Po znárodnění (říjen 1945) a po vzniku Leteckých závodů n.p., závod 01 Jinonice k 1. červnu 1946 byl ing. Nušl technickým vedoucím závodu. Po roce 1948 byl ve vykonstruovaném procesu odsouzen na 20 let, propuštěn po 7,5 letech.

## Popis
Vila je postavena v severním svahu Habrové. Jednoduše řešená funkcionalistická stavba je třípatrová s plochou střechou. Je tvořená průnikem několika kubických hmot. Z uličního průčelí vystupuje asymetricky umístěný schodišťový rizalit. Jeho čelní stěna se širokým vertikálním oknem ze sklobetonu je ve spodní části ukončena betonovou markýzou, která chrání hlavní domovní vchod. Na západní straně v patře je terasa s plně vyzděným zábradlím. Balkon v patře ve východním průčelí má elegantní tyčové zábradlí. Přízemní terasa je přístupná ze zahrady úzkým kamenným schodištěm a ze severu je chráněná kamennou zdí.